# Torneio End Zone 2014
O Torneio End Zone 2014, ou simplesmente TEZ 2014, foi a primeira edição do campeonato nacional feminino de futebol americano do Brasil. A competição foi organizada pela Liga Feminina de Futebol Americana (LIFEFA).
A equipe do Cariocas FA conquistou o título ao derrotar o Cuiabá Angels na final.

## Fórmula de disputa
As três equipes jogam entre si em turno único. As duas equipes melhores classificadas decidem o campeonato em jogo único com mando de campo da melhor equipe.

## Participantes
A equipe do Brasília Amazonas não viajou para enfrentar o Cuiabá Angels em Cuiabá, Mato Grosso no primeiro jogo da competição. Em um comunicado publicado pela LIFEFA, ficou exposto que a equipe do Distrito Federal não justificou tal ausência, nem mesmo após 15 dias do ocorrido. A LIFEFA interpretou a atitude do Brasília Amazonas como abandono da competição. Com a exclusão do time, o jogo do incidente foi anulado e a tabela de jogos foi alterada.
| Equipe         | Cidade         |
| -------------- | -------------- |
| Confiança Alfa | Aracaju        |
| Cariocas FA    | Rio de Janeiro |
| Cuiabá Angels  | Cuiabá         |

## Classificação da Primeira Fase
Classificados para a final estão marcados em verde.
| Pos | Times          | V | E | D | PCT   | PF | PS | SP  |
| --- | -------------- | - | - | - | ----- | -- | -- | --- |
| 1   | Cariocas FA    | 2 | 0 | 0 | 1.000 | 78 | 20 | 58  |
| 2   | Cuiabá Angels  | 1 | 0 | 1 | .500  | 31 | 40 | -9  |
| 3   | Confiança Alfa | 0 | 0 | 2 | .000  | 26 | 75 | -49 |

### Resultados
| 25 de maio |  | Confiança Alfa | 14–50 | Cariocas FA |  | Estádio André Moura, Pirambu-SE |  |

| 23 de agosto | Relatório | Cuiabá Angels | 25–12 | Confiança Alfa |  | Estádio Eurico Gaspar Dutra, Cuiabá-RJ |  |

| 28 de setembro | Relatório | Cariocas FA | 28–06 | Cuiabá Angels |  | Estádio Luso-Brasileiro, Rio de Janeiro-RJ |  |

## Final
| 30 de novembro | Relatório | Cariocas FA | 72–00 | Cuiabá Angels |  | Estádio Luso-Brasileiro, Rio de Janeiro-RJ |  |

## Premiação
| Torneio End Zone 2014           |
| Rio de Janeiro                  |
| ------------------------------- |
| Cariocas FA Campeão (1º título) |